# سد مورو
سد مورو (به پرتغالی: Barragem do Muro) یک سد و منطقهٔ مسکونی در پرتغال است که در Campo Maior, Portugal واقع شده‌است.